# Walter Goulart da Silveira
Walter Goulart da Silveira (Rio de Janeiro, 12 september 1922) is een voormalig Braziliaanse voetballer en trainer, beter bekend onder zijn spelersnaam Santo Cristo. 

## Biografie
Santo Cristo speelde voor vele clubs. In 1945 won hij met Vasco da Gama het Torneio Início, Torneio Municipal en Campeonato Carioca. In 1946 opnieuw het Torneio Municipal en het Torneio Relâmpago. Met Botafogo won hij in 1947 nog het Torneio Início. In 1955 won hij met Atlético Mineiro ook het Campeonato Mineiro. 